# 2K Games
2K Games je ameriško podjetje za razvoj, trženje, distribucijo in izdajo videoiger. Podjetje je v stoodstotnem lastništvu (podružnica) založnika Take-Two Interactive. Ustanovljeno je bilo 25. januarja 2005, ko je Take-Two odkupil razvojni studio Visual Concepts in njegovo podružnico Kush Games od Sege.
Ime 2K Games je podjetje dobilo po seriji športnih videoiger za konzolo Dreamcast, ki so jih pri Visual Concepts razvijali za Sego. Sedež 2K Games je v kraju Novato, Kalifornija. Pod to blagovno znamko danes izdajajo raznovrstne naslove za osebni računalnik in konzole, ki jih bodisi razvijajo sami, bodisi odkupijo licence. Del 2K Games so tudi studii Firaxis Games, Irrational Games, 2K Marin, 2K China in 2K Czech.

## Izdelki
Nekatere znane videoigre v založbi 2K Games:
- BioShock
- BioShock 2
- Civilization IV (skupaj z založnikom Aspyr; 2K Games je samostojno izdal razširitvi Beyond the Sword in Warlords)
- Civilization V
- Civilization VI
- The Elder Scrolls IV: Oblivion (skupaj z založnikom Bethesda Softworks)
- Sid Meier's Pirates!
- XCOM: Enemy Unknown